# You Don't Have to Say You Love Me
«You Don't Have to Say You Love Me» es una canción de 1965 compuesta por Pino Donaggio, Jody Miller y Vito Pallavicini bajo el título de «Io che non vivo (senza te)». Fue grabada y popularizada en 1966 por la cantante británica Dusty Springfield convirtiéndose en su sencillo más exitoso, alcanzando el número uno en el UK Singles Chart  y el número cuatro en el Billboard Hot 100.Es la versión de una canción italiana de 1965 de Pino Donaggio y Vito Pallavicini, titulada «Io che non vivo (senza te)». Elvis Presley grabó otra versión en 1970 que fue un éxito tanto en Estados Unidos como en Europa.

## Versión original en italiano
«Io che non vivo (senza te)» («Yo, que no puedo vivir (sin ti)») fue presentada en la 15.ª edición del Festival de San Remo por Pino Donaggio, quien había coescrito la canción con Vito Pallavicini, y su compañera de equipo Jody Miller. La canción llegó a la final en San Remo y, según la grabó Donaggio, alcanzó el número 1 en Italia en marzo de 1965. «Io che non vivo (senza te)» ocupó un lugar destacado en la banda sonora de la película de Luchino Visconti, Vaghe stelle dell'Orsa (también conocida como Sandra), protagonizada por Claudia Cardinale, que recibió el León de Oro en el Festival de Cine de Venecia en septiembre.

## Versión de Dusty Springfield
Dusty Springfield, que participó en el Festival de San Remo de 1965, estaba entre el público cuando Donaggio y Miller interpretaron «Io che non vivo (senza te)» y, aunque no conocía el significado de la letra, la canción la conmovió hasta las lágrimas. Obtuvo una grabación en acetato de la canción de Donaggio, pero dejó pasar un año antes de perseguir acitivamente la idea de grabar una versión en inglés.
El 9 de marzo de 1966, Springfield grabó una pista instrumental de la composición de Donaggio en los estudios Philips de Londres. El personal de la sesión incluía al guitarrista Big Jim Sullivan y al baterista Bobby Graham. La letra en inglés fue escrita por Vicki Wickham, productora de Ready Steady Go! , junto con Simon Napier-Bell, mánager de The Yardbirds. Ni Wickham ni Napier-Bell tenían experiencia apreciable como compositores. Según Napier-Bell, él y Wickham habían salido a cenar cuando ella le mencionó que Springfield buscaba conseguir una letra en inglés para la canción de Donaggio, y los dos aceptaron alegremente el desafío de escribir la letra ellos mismos: «Volvimos al apartamento de [Wickham] y comenzamos a trabajar en ella. Queríamos ir a una discoteca de moda, así que teníamos aproximadamente una hora para escribirla. Escribimos el estribillo y luego la estrofa en un taxi de camino hacia donde íbamos».
Ni Wickham ni Napier-Bell entendieron la letra original en italiano. Según Wickham, intentaron escribir su propia letra para una canción anti-amor que se llamaría «I Don't Love You», pero cuando esa idea original resultó improductiva, inicialmente se ajustó a «You Don't Love Me», luego a «You Don't Have to Love Me», y finalizó como «You Don't Have to Say You Love Me», una frase que encajaba con la melodía de la canción. Más tarde, Napier-Bell dio el mismo título a su primer libro, un relato autobiográfico de la escena musical británica de la década de 1960.
Springfield grabó su voz al día siguiente. Descontenta con la acústica de la cabina de grabación, finalmente se trasladó a una escalera para grabar. Sólo quedó satisfecha con su voz después de haber grabado 47 tomas.
El sencillo fue publicado el 25 de marzo de 1966 en el Reino Unido, convirtiéndose pronto en un gran éxito y sigue siendo una de las canciones más identificadas con Springfield. Cuando murió de cáncer de mama en marzo de 1999, la canción apareció en Now 42 como homenaje.
La canción alcanzó el número uno en las listas de éxitos del Reino Unido y el número 4 en la lista Billboard Hot 100 en los Estados Unidos.  Resultó tan popular en los Estados Unidos que el álbum de Springfield de 1965, Ev'rything's Coming Up Dusty, se lanzó allí con una lista de canciones ligeramente diferente y se tituló con el mismo nombre que el sencillo. La canción también fue un éxito en Australia, Irlanda, Canadá o Nueva Zelanda. En Filipinas alcanzó el número uno y entró en las listas de varios países de Europa continental.

### Recepción
La revista musical estadounidense Cash Box describió la canción como una «oda inquietantemente lastimera y de ritmo lento sobre una chica comprensiva que no tiene intención de atar a su novio a ella». 
En 2004, la canción apareció en la lista de la revista Rolling Stone de las «500 mejores canciones de todos los tiempos» en el puesto número 491.

### Posicionamiento en listas
| Listas (1966)                                 | Puesto |
| --------------------------------------------- | ------ |
| Reino Unido UK Singles Chart                  | 1      |
| Reino Unido New Musical Express               | 1      |
| Reino Unido Melody Maker                      | 1      |
| Australia Kent Music Report                   | 2      |
| Canadá RPM                                    | 4      |
| Finlandia The Official Finnish Charts         | 6      |
| Alemania GfK Entertainment Media Control      | 33     |
| Irlanda Irish Singles Chart                   | 4      |
| Países Bajos                                  | 33     |
| Filipinas Philippines Singles Chart           | 1      |
| Nueva Zelanda New Zealand singles Chart       | 9      |
| Estados Unidos Billboard Hot 100              | 4      |
| Estados Unidos Cashbox                        | 3      |
| Estados Unidos Adult Contemporary (Billboard) | 8      |

## Versión de Elvis Presley
«You Don't Have to Say You Love Me» fue grabada por Elvis Presley para su álbum de 1970 That's the Way It Is, del cual fue publicado como segundo sencillo el 6 de octubre de 1970. La canción fue grabada durante la noche del 6 de junio de 1970 en el RCA Studio B  de Nashville, siendo la tercera de siete canciones grabadas esa noche. El productor de la sesión, Felton Jarvis, consideró que la segunda toma era lo suficientemente buena para servir como pista maestra, pero Presley insistió en una tercera y última toma. 
El sencillo alcanzó el puesto número 11 de la lista de éxitos pop Billboard Hot 100, «You Don't Have to Say You Love Me» le proporcionó a Presley un éxito número 1 en la lista Billboard Easy Listening, alcanzando también el puesto número 56 en la lista Hot Country Songs. Se sencillo vendió más de 1 millón de copias y se convirtió en disco de oro en Estados Unidos. También fue un éxito para en Australia, donde llegó al puesto número 7 y Canadá, donde alcanzó en número 6. En el Reino Unido alcanzó el puesto número 9. El sencillo se convirtió en el disco más vendido de 1971 en Japón, y Oricon informó de ventas de 225.000 copias, convirtiendo a Presley en el primer artista extranjero de la historia en lograrlo, hasta que Michael Jackson lanzó Thriller en 1984.

## Otras versiones

### Versiones en inglés
«You Don't Have to Say You Love Me» ha sido grabada por muchos artistas, entre ellos:
- The Floaters, nº 28 R&B en diciembre de 1977
- The Four Sonics, nº 32 en R&B y nº 78 en Billboard Hot 100 en marzo de 1968
- Guys 'n' Dolls, n.º 5 en el Reino Unido (20 de marzo de 1976), n.º 1 en Irlanda (debut en las listas el 18 de marzo de 1976), n.º 12 en los Países Bajos (24 de septiembre de 1977) y n.º 8 en Bélgica (región flamenca) (1 de octubre de 1977)
- Red Hurley, nº 5 en Irlanda, debut en las listas el 18 de mayo de 1978
- Wall Street Crash, un octeto vocal liderado por Keith Strachan, tuvo un éxito número 6 en Italia en el verano de 1983 después de competir con la canción en el Festivalbar.
- Denise Welch, cuyo remake de 1995 fue un éxito doblemente A con «Cry Me a River», llegando al puesto 23 en el Reino Unido.
- En octubre de 1965, Richard Anthony grabó una versión francesa de «Io che non vivo (senza te)», «Jamais je ne vivrai sans toi», que sirvió como tema principal del lanzamiento de un álbum. En Quebec, la versión de Anthony de «Jamais je ne vivrai sans toi» compitió con una versión local de Margot Lefebvre, y ambas canciones ocuparon el puesto número 38 en la lista anual de los mejores éxitos de 1966. [19]